# Херцогство Лимбург
Вижте пояснителната страница за други значения на Лимбург.
Херцогство Лимбург (на френски: Duché de Limbourg; на нидерландски: Hertogdom Limburg; на немски: Herzogtum Limburg) е историческа територия в Свещената Римска империя в днешна Белгия (провинция Лиеж) от 1165 до 1794 г.
Също така се казва Херцогството Лимбург от 1839 до 1906 г. в Нидерландската провинция Лимбург, което от 1839 до 1866 г. принадлежи към Германския съюз.
През 11 век се създава графство около замъка Лимбург, чиито графове през 1165 г. получават титлата херцог.
Херцогството е владение на династиите Вигерихи, от 1289 г. Регинари (Брабант), от 1406 г. Бургундия, от 1477 г. Хабсбурги. Столица е град Лимбур.